# Battle Engine Aquila
Battle Engine Aquila est un jeu vidéo de tir à la première personne et de simulation de mecha développé et édité par Lost Toys (en), sorti en 2003 sur PlayStation 2, Xbox et Windows.
La spécificité de jeu de mecha est que l'appareil piloté par le joueur peut passer du mode terrestre au mode aérien (après quelques secondes). Chaque mode dispose de ses propres caractéristiques et le joueur doit arbitrer entre ces modes selon les situations.

## Histoire
Le joueur incarne Hawk Winter, un pilote surdoué enrôlé dans l'armée Forseti pour piloter le Battle Engine, une machine de guerre high-tech. Les missions consistent d'abord à défendre les îles Forseti attaquées par les Muspell puis à vaincre ces ennemis sur leur territoire.

## Accueil
- Jeux vidéo Magazine : 14/20[1]
- Jeuxvideo.com : 14/20 (PS2)[2] - 13/20 (PC)[3]